# Antiguo Hospicio de Vitoria
El comúnmente llamado Antiguo Hospicio de Vitoria fue fundado en 1778 por Real Cédula de Carlos III, comenzando a ser dirigido por la Real Junta de Diputación a Pobres. La institución de acogida de huérfanos se instaló en el edificio del que fuera colegio de San Prudencio, fundado en 1653 por el legado hereditario del vitoriano Martín de Salvatierra, obispo de Segorbe y de Ciudad Rodrigo.

## Historia
El vitoriano Martín de Salvatierra, obispo de Segorbe, profesaba devoción a san Prudencio. Así, para hacer patente dicho afecto, hizo la fundación del edificio, colocándolo bajo su advocación y la de su compañero de dignidad episcopal, el obispo de Armentia. Si bien Martín hizo una dotación económica inicial el 20 de agosto de 1589, su pensamiento no se vio realizado hasta prácticamente tres cuartos de siglo después. Fallecido el obispo fundador el 13 de diciembre de 1604, a los 79 años de edad y al frente de la silla episcopal de Ciudad Rodrigo, hubo diferentes cuestiones y pleitos entre sus herederos, pero, terminadas todas ellas de forma amigable y satisfactoria, se dio fin a la obra poco después de 1653.
En 1777 inicia su actividad asistencial el hospicio de Vitoria en el edificio del Colegio de San Prudencio. Contaba con un torno para niños abandonados y sus promotores fueron un grupo de ilustrados alaveses de  la Real Sociedad Bascongada de Amigos del País. Estuvieron encabezados por Valentín de Foronda.
Los niños que no eran recuperados, adoptados o prohijados y quedaban en el centro, recibían instrucción de diversos oficios para ganarse la vida.
En la actualidad el Hospicio está fuera de uso y permanece cerrado, siendo de propiedad municipal. Anexos al mismo se construyeron unos bloques de edificios modernos destinados a acoger la Residencia de ancianos San Prudencio, integrada desde 1985 en el Instituto Municipal de Bienestar Social, actual Departamento de Intervención Social del Ayuntamiento de Vitoria. La Residencia hace uso del antiguo patio del Hospicio y de la Capilla, que celebra culto diario.

## Descripción
El conjunto de colegio y capilla, orientado a la calle San Vicente de Paúl, se edificó en diversas etapas entre los siglos XVII y XVIII. El colegio, construido en buena sillería arenisca entre 1638 y 1654 bajo la dirección de Fray Lorenzo de Jordanes, presenta una severa fachada clasicista de tres cuerpos, los dos primeros con estructura gemela, consistente en arquitrabes que sostienen cuatro pares de columnas, de orden toscano en el nivel de la calle y de orden jónico en el superior, 16 en total. En el tercer cuerpo sobresale un relieve escultórico de la Caridad. 
El modelo, simplificado a dos cuerpos de altura y dos pares de columnas en cada uno, se repite en la fachada de la Capilla, aparejada en mampostería y piedra de sillería, cuya calle central ocupan dos llamativos motivos escultóricos. En el cuerpo inferior, justo encima de la puerta, está empotrado un gran escudo con los blasones del Obispo Salvatierra; en el cuerpo superior, en hornacina, figura una estatua de grandes dimensiones del santo titular, San Prudencio, a la sazón patrón de Álava. La planta de la capilla consiste en una única nave rectangular de tres tramos cubierto con bóveda de lunetos, de sobria arquitectura clasicista. En la cabecera, recta, destaca la cúpula de casquete de esfera, decorada con casetones y apoyada sobre pechinas; un entablamiento con arquitrabe, friso, triglifos, metopas y cornisa soporta la cubierta, apoyado todo ello en pilastras de tipo dórico. 
Cabe destacar, en el lado del Evangelio (izquierda), bajo el coro que sostiene un arco escarzano, el sepulcro en arcosolio del prelado fundador del Colegio, presentado en bulto orante ante un altar y un crucifijo.

## Galería

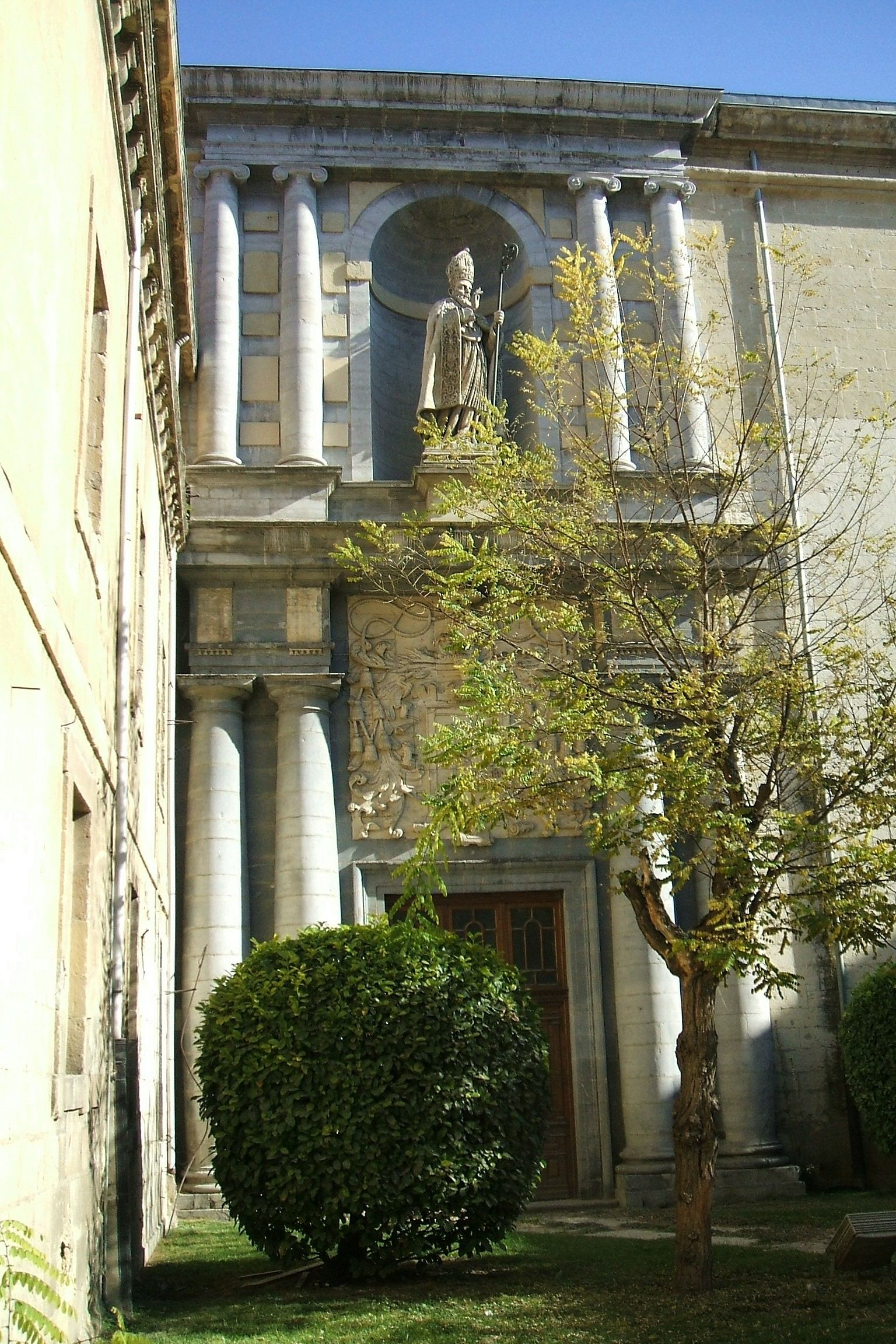
Fachada de la Capilla
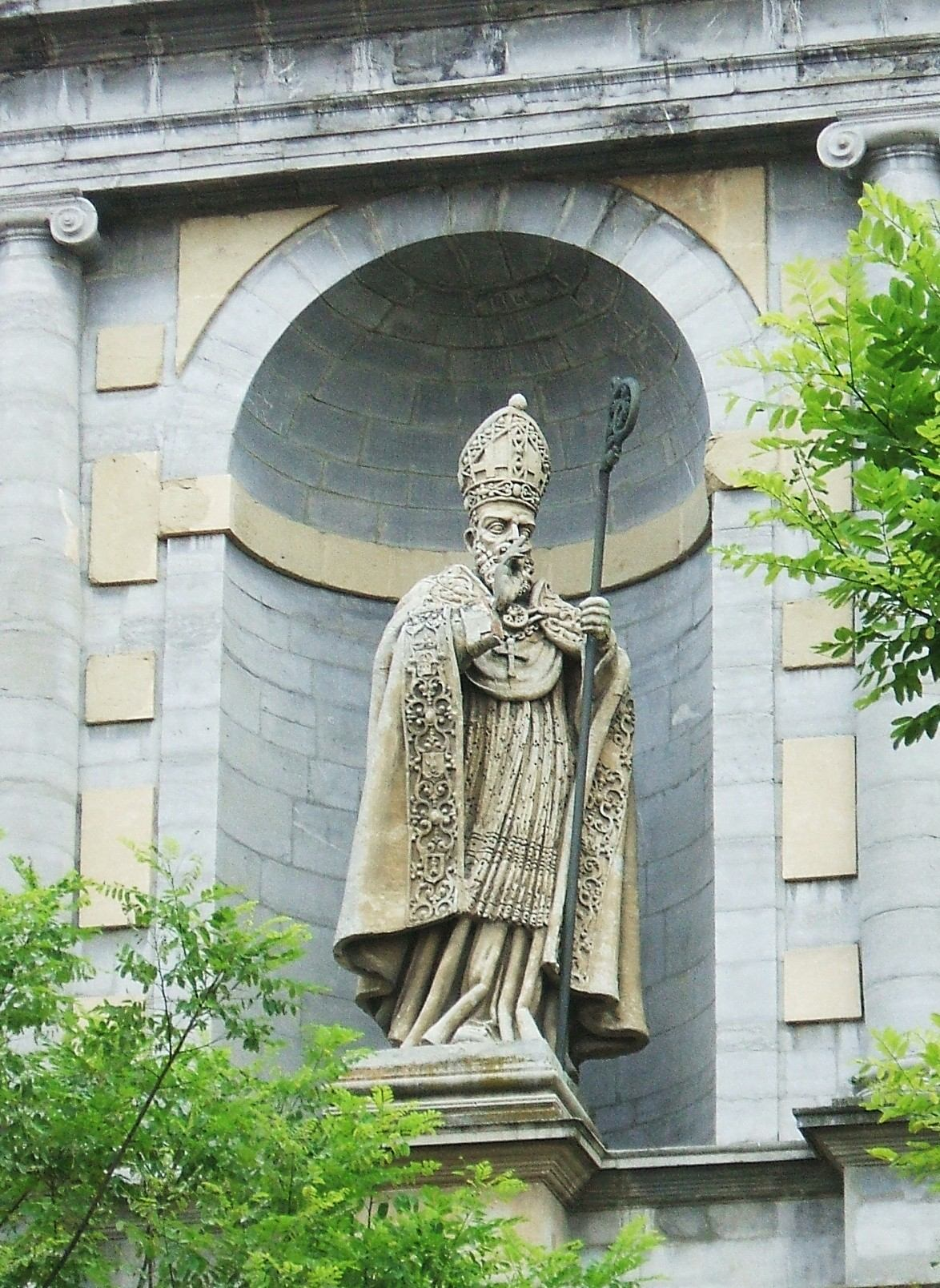
San Prudencio, fachada de la Capilla
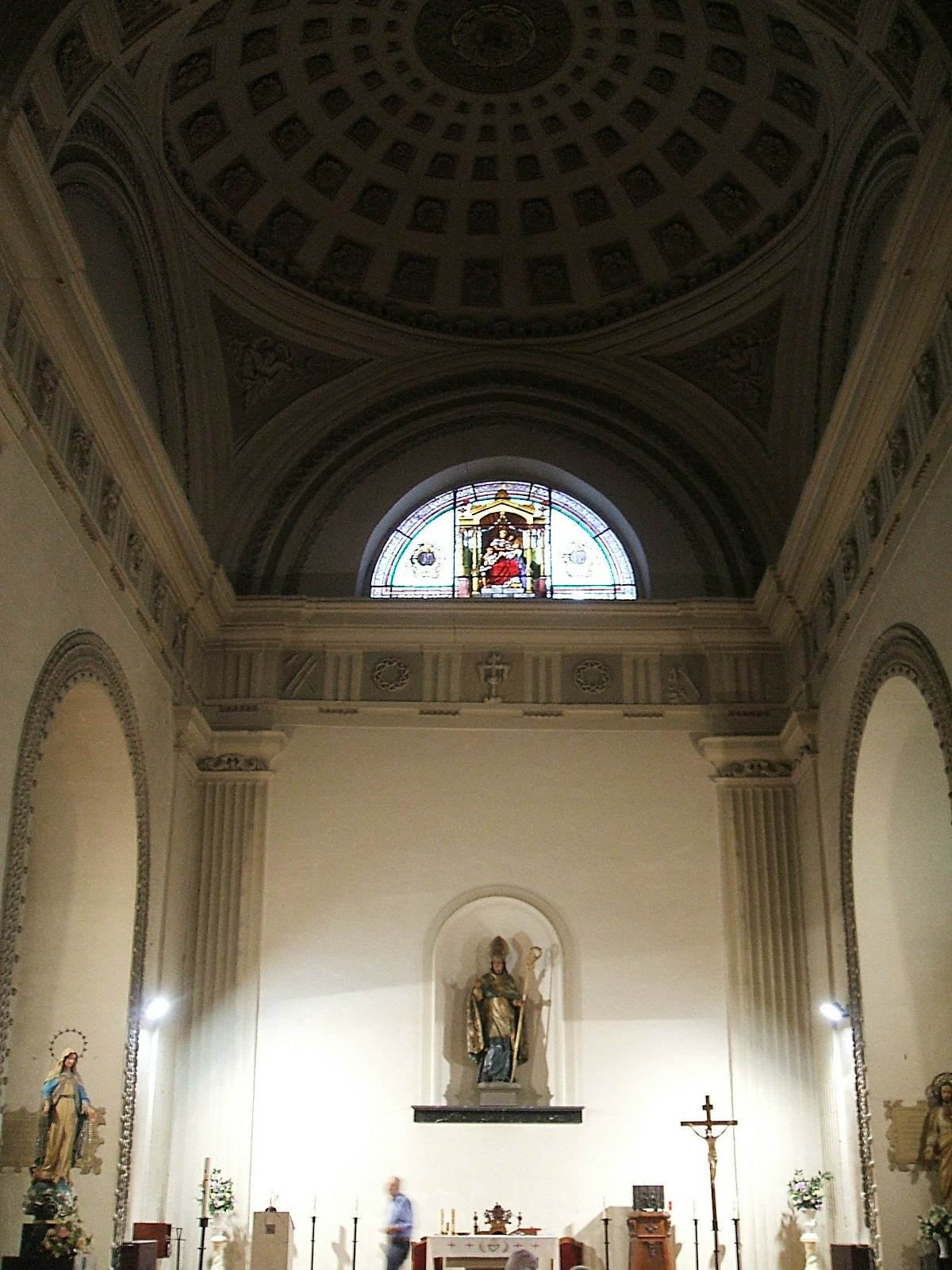
Interior de la Capilla
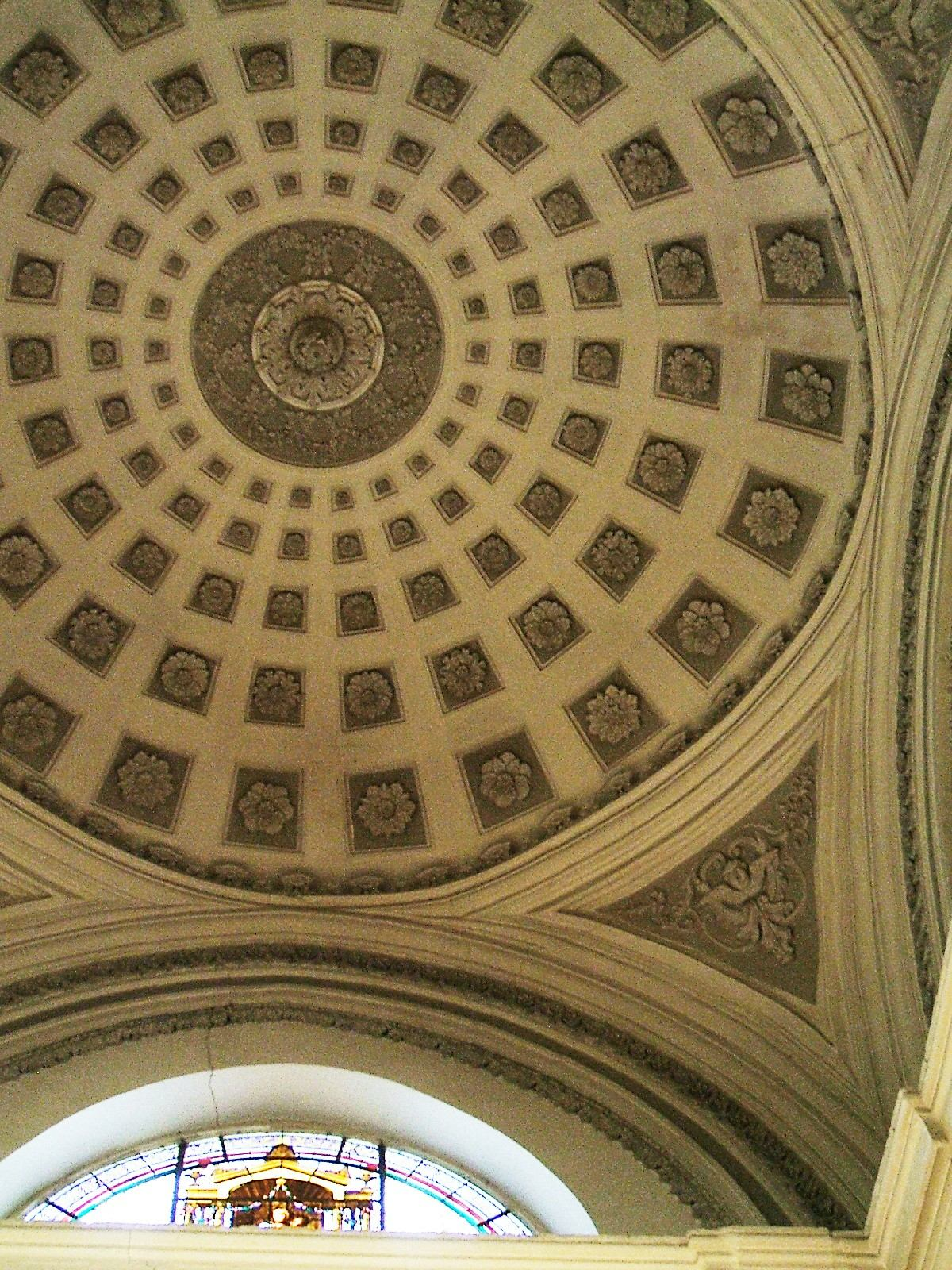
Cúpula de la Capilla
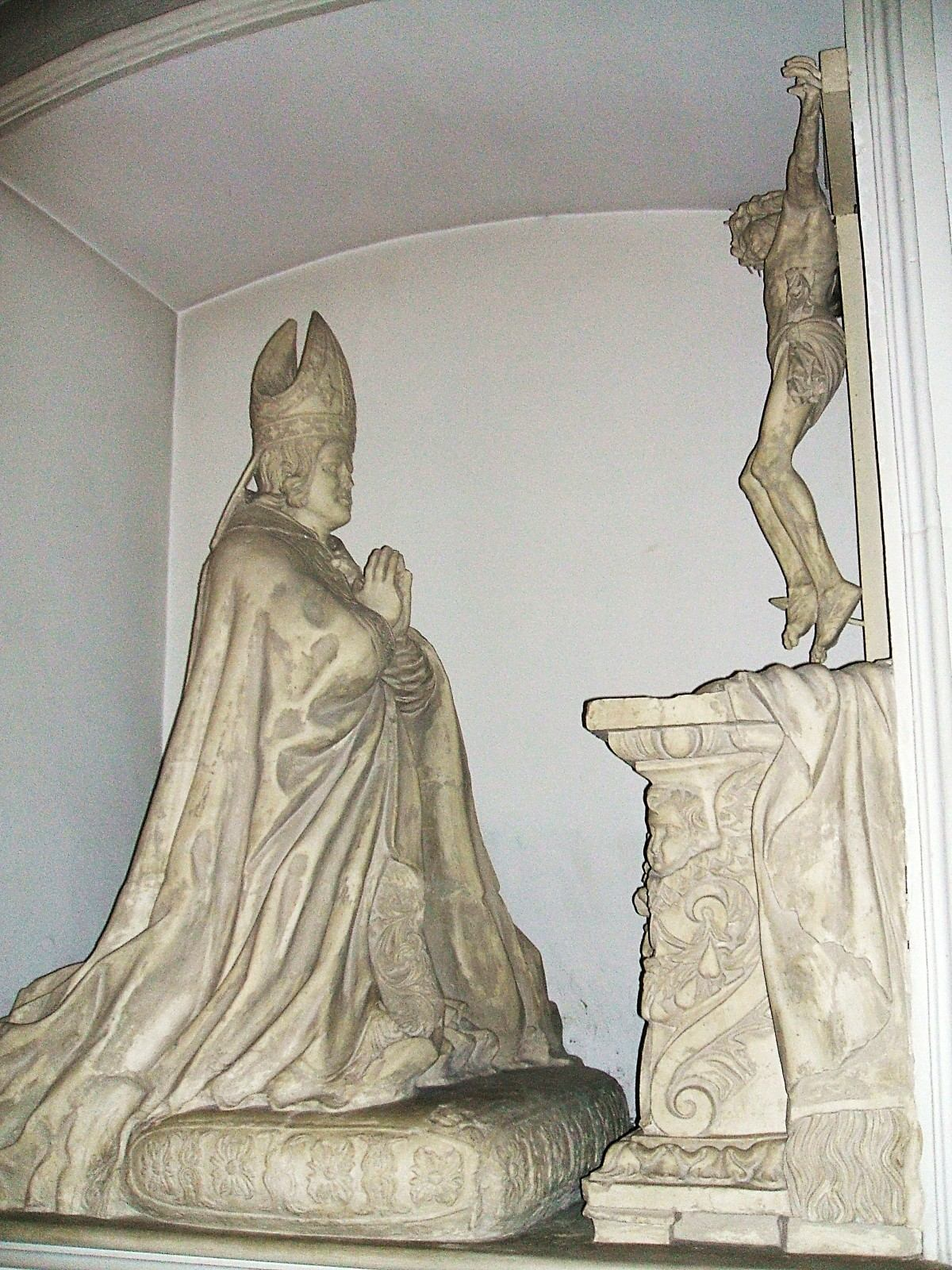
Sepulcro del Obispo Martín de Salvatierra